# Reserva Nacional Big Cypress
A Reserva Nacional Big Cypress é uma Reserva nacional dos Estados Unidos localizada no sul da Flórida, cerca de 72 km de Miami. Os 2900 km2 de área, junto com a Reserva Nacional Big Thicket no Texas, tornaram-se as primeiras reservas nacionais dos Estados Unidos quando foram estabelecidas em 11 de outubro de 1974.